# Jan Thans
Jan Thans (Bree, 25 juni 1988) is een Vlaams radiopresentator en Nederlandstalige vlogger op YouTube.

## Loopbaan
Thans studeerde Audiovisuele vorming aan de Kunstschool Genk. Hij begon zijn carrière als radiopresentator bij Radio GRK, een lokaal radiostation in Genk. Begin 2008 startte zijn nationale loopbaan bij Radio Contact, waar hij een programma presenteerde van maandag tot donderdag tussen 20 en 22 uur. Later dat jaar werd de zender opgedoekt en verloor hij bijgevolg zijn job.
Begin 2009 nam Thans deel aan de Q-academy, de radio-opleiding van Qmusic, waarna hij er vanaf het najaar 2009 als presentator aan de slag mocht. Hij werkte toen voornamelijk in het weekend, als vervanger, en bijvoorbeeld als reporter voor de actie Wims garage. Tijdens het radioseizoen 2010-2011 presenteerde hij samen met Maarten Vancoillie het programma Jan en Maarten beginnen eraan, dat iedere werkdag werd uitgezonden tussen 4 en 6 uur 's ochtends. Hij werkte tijdens dat jaar ook achter de schermen mee aan het ochtendprogramma Ornelis en Rogiers Showtime. Sinds het seizoen 2011-2012 werkte hij weer solo. Dat eerste jaar presenteerde hij op zaterdag en zondag tussen 7 en 10 uur De Goeiemorgenshow, in 2012-2013 iedere zondag tussen 22 en 1 uur het programma Nightlive en in 2013-2014 een wekelijks programma op zondag tussen 21 uur en middernacht. In het seizoen 2014-2015 was Thans nagenoeg iedere dag te horen op Qmusic: op werkdagen tussen 18 en 19 uur met het programma Shuffle en op zaterdag en zondag met een langer programma tussen 19 en 22 uur. Daarnaast ondersteunde hij achter de schermen ook de programma's Kürt en Company en Dealen met Anke. Van het najaar 2015 tot de zomer van 2016 bleef Thans – op een zeldzame invalbeurt na – achter de schermen werken, onder meer ter ondersteuning van Dealen met Anke en als studiotechnicus tijdens de uitzendingen van de weekendprogramma's Saturday Night Special, Shut Up and Dance en LA Chill. In het najaar van 2016 presenteerde hij opnieuw het vroege ochtendprogramma tussen 4 en 6 uur 's ochtends. Van begin 2017 tot de zomer van 2018 werkte hij enkel nog achter de schermen. Sinds september 2018 combineert hij dit met sporadische invalbeurten als presentator.
Huidig (anno 2023):
Ulrike D'hauwer · Liam D'hert · Dorothee Dauwe · Tom De Cock · Jana De Wilde · Vincent Fierens · Yoren Linsen · Maxine Janssens · Nils Melckenbeeck · Loore Nelen · Regi Penxten · Jolien Roets · Emma Salden · Jan Thans · Maarten Vancoillie · Matthias Vandenbulcke · Paulien Van der Jeugt · Naomi Vanderpoorten · Vincent Vangeel · Liam Van Haverbeke · Dimitri Wouters
Voormalig (2001–2023):
Dorianne Aussems (2013–2014) · Rik Boey (2010–2013, 2015–2017) · Born (2015–2017) · Herbert Bruynseels (2001–2009) · Anke Buckinx (2007–2016) · Bab Buelens (2020) · Armin van Buuren (2021–2022) · Marcia Bwarody (2013–2017) · Joren Carels (2018–2020) · Séverine Champeaux (2013–2015) · Sam De Bruyn (2015–2020) · Erwin Deckers (2001–2008) · Jolien De Greef (2015) · Anneke De Keersmaeker (2002) · Felice Dekens (2011–2022) · Frederika Del Nero (2011–2012) · Nathalie Delporte (2001–2014) · Serge De Marre (2004–2015) · Eline De Munck (2012–2014) · Bart-Jan Depraetere (2001–2019) · Dries De Vis (2019–2020) · Inge De Vogelaere (2017–2020) · Sean Dhondt (2015–2023) · Elien D'hooge (2019–2021) · Yasmina El Messaoudi (2014–2015) · Evi Geysels (2010–2018) · Elizabeth Gesels (2016) · Violette Goemans (2015–2017) · Jenno Hallaert (2012–2015) · Wine Lauwers (2011–2019) · An Lemmens (2015–2019) · Kris Mannaerts (2006–2011) · Kristin Moers (2002–2003) · Marie Monballiu (2014–2021) · Sarah Mylle (2016–2020) · Johan Notebaert (2001–2002) · Wim Oosterlinck (2006–2020) · Sven Ornelis (2001–2016) · Hans Otten (2002–2003) · Xander Peeters (2011–2013) · Astrid Philips (2011–2014) · Elke Plancke (2012–2013) · Jarne Ponet (2023) · Alexandra Potvin (2001–2009) · Jarne Rediers (2021-2023) · Kürt Rogiers (2008–2015) · Thomas Rottier (2021-2023) · Carl Schmitz (2001–2014) · Elias Smekens (2013–2018) · Kenny Smet (2006–2011) · Toon Smet (2015–2018) · Sara Steegen (2011–2012) · Kenneth Stevens (2006–2016) · Loïc Thaler (2015-2016, 2018-2022) · Shalini Van den Langenbergh (2014–2018) · Julie Van den Steen (2021) · Joke van de Velde (2013–2015) · Elke Vanelderen (2005–2006) · Arne Vanhaecke (2015–2016) · Maureen Vanherberghen (2016–2023) · Elke Van Mello (2008–2010) · Francesca Vanthielen (2001–2002) · Erika Van Tielen (2006–2008) · Heidi Van Tielen (2015–2018) · Bjorn Verhoeven (2001–2012) · Peter Verhoeven (2001–2018) · Steffi Vertriest (2013–2015) · Kristien Wollants (2018–2020)